# 桃園市立龍興國民中學
桃園市龍興國民中學（英文：Long Xing Junior High School ，英文簡稱:LXJH），簡稱龍興國中，位於桃園市中壢區龍岡地區。

## 歷史沿革
- 1994年：8月1日於龍岡國中辦公室成立桃園縣立龍興國民中學籌備處。
- 1999年：成立桃園縣立龍興國民中學。
- 2014年：12月25日，因應桃園縣升格改制為直轄市，更名為桃園市立龍興國民中學。
- 2017年：奉准增設體育班。

## 歷任校長
| 任期 | 姓名       | 任職日期  | 離職日期  | 備註                                                           |
| ---- | ---------- | --------- | --------- | -------------------------------------------------------------- |
| 1    | 曾發田先生 | 1995年8月 | 2007年7月 | 原桃園縣立觀音國民中學校長轉任，調任桃園縣立草漯國民中學。     |
| 2    | 余麗華女士 | 2007年8月 | 2011年7月 | 原桃園縣立大坡國民中學校長轉任，任滿退休。                     |
| 3    | 曾榮郎先生 | 2011年8月 | 2015年7月 | 原桃園縣立大竹國民中學教務主任升任，調回原校。                 |
| 4    | 侯坤鋐先生 | 2015年8月 | 2021年7月 | 原桃園市立中壢國民中學學務主任升任，調任桃園市立平興國民中學。 |
| 5    | 傅美琴女士 | 2021年8月 | 2025年7月 | 原桃園市立介壽國民中學校長轉任，任滿退休。                     |
| 6    | 高鈺宸先生 | 2025年8月 | 現任      | 原桃園市立竹圍國民中學校長轉任。                               |

## 學區
- 中壢區：振興里、龍德里、龍興里、至善里、後寮里、龍慈里、龍岡里（第1、16鄰），龍昌里（第1－14、19－33鄰）、仁福里、仁美里（第22－23、26鄰）【為龍興國中、自強國中、東興國中共同學區】、普慶里（全里）【為龍興國中、東興國中共同學區】、林森里（第10鄰）【為龍興國中、中壢國中共同學區】[1]。
- 平鎮區：龍恩里（第11－19鄰）。

## 學校週邊
- 馬祖新村眷村文創園區
- 健行科技大學
- 南亞技術學院
- 龍岡國小
- 富台國小
- 林森國小
- 普仁國小

## 照片集

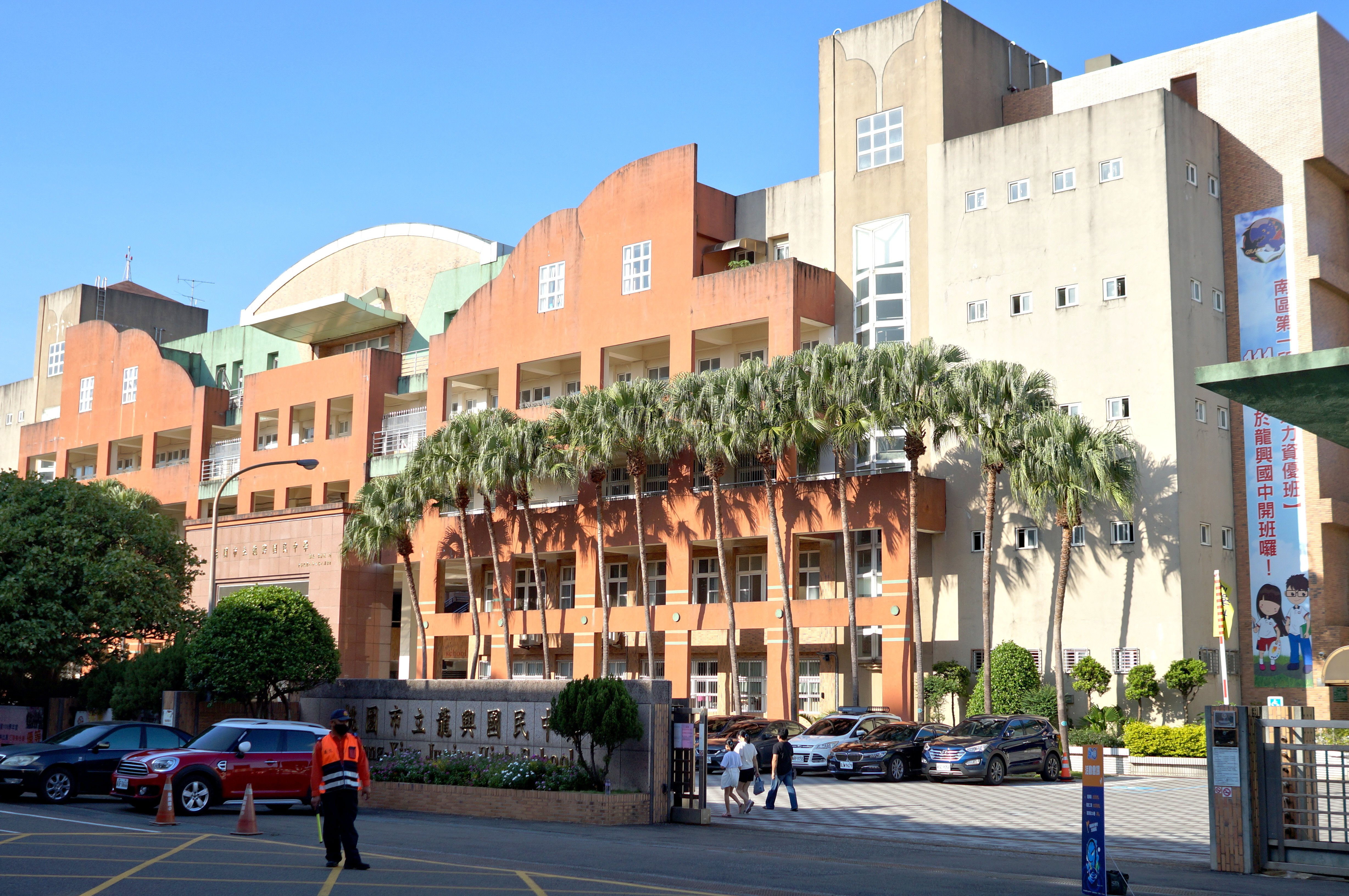
大門
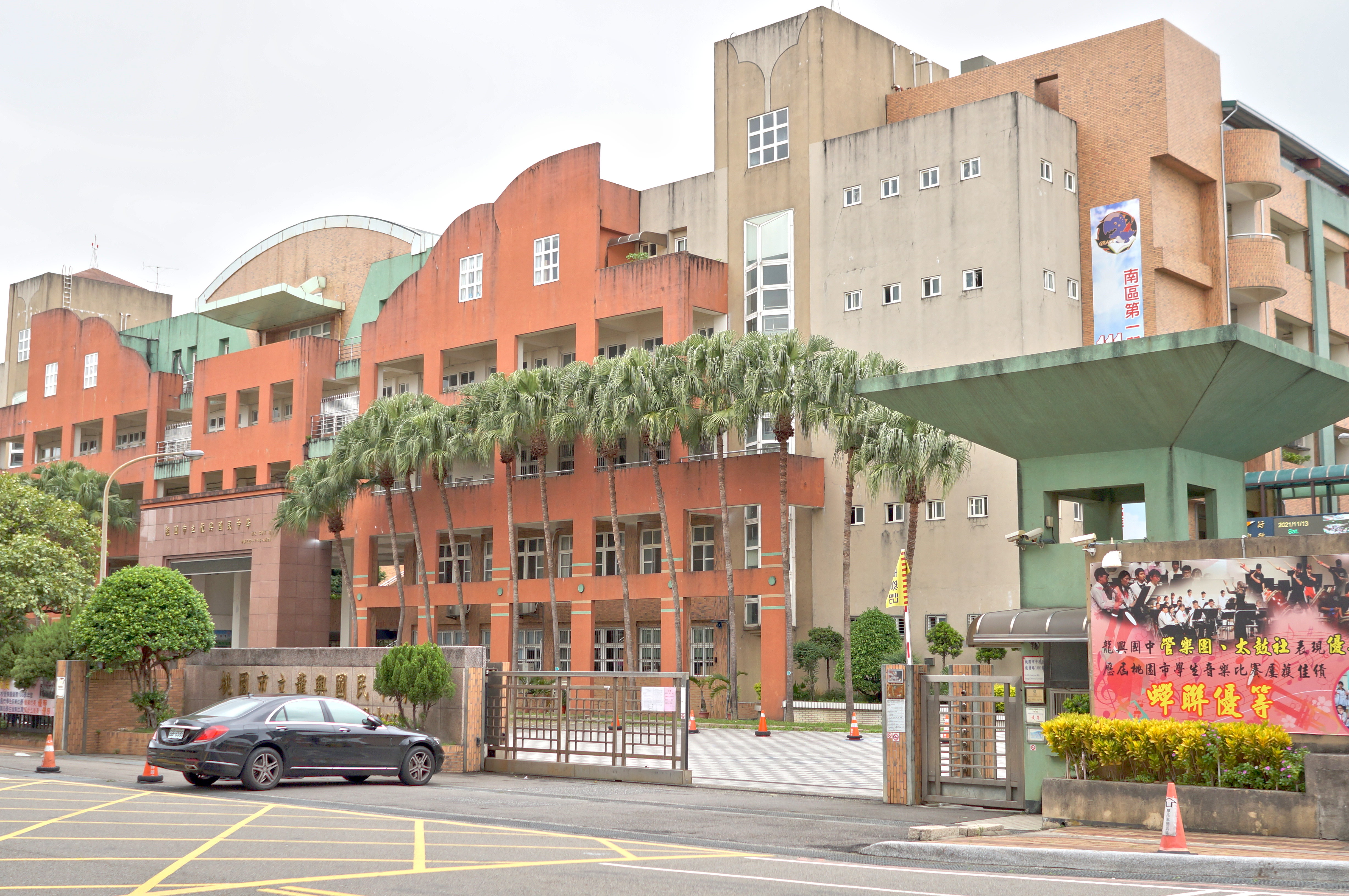
大門
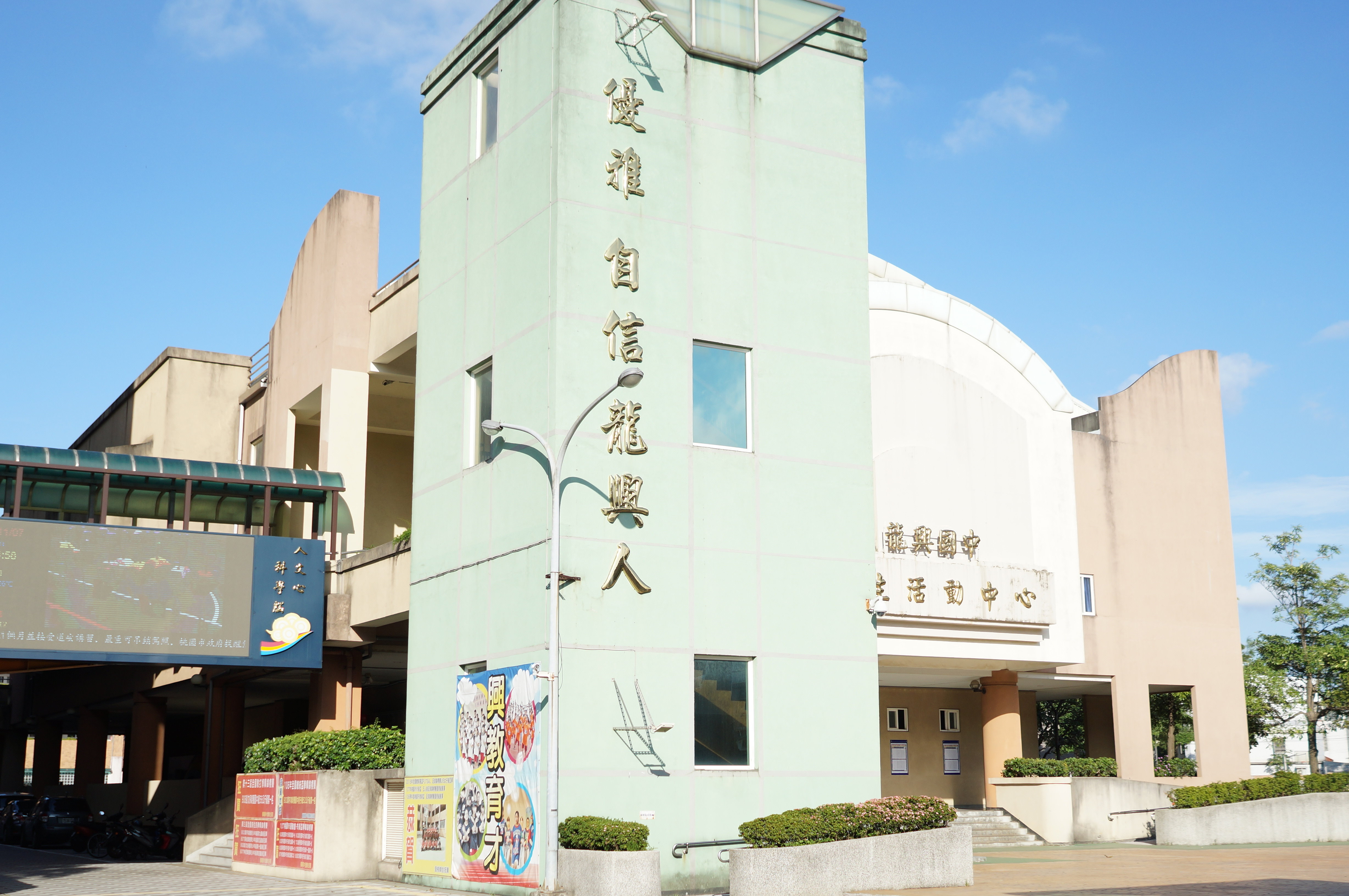
學生活動中心
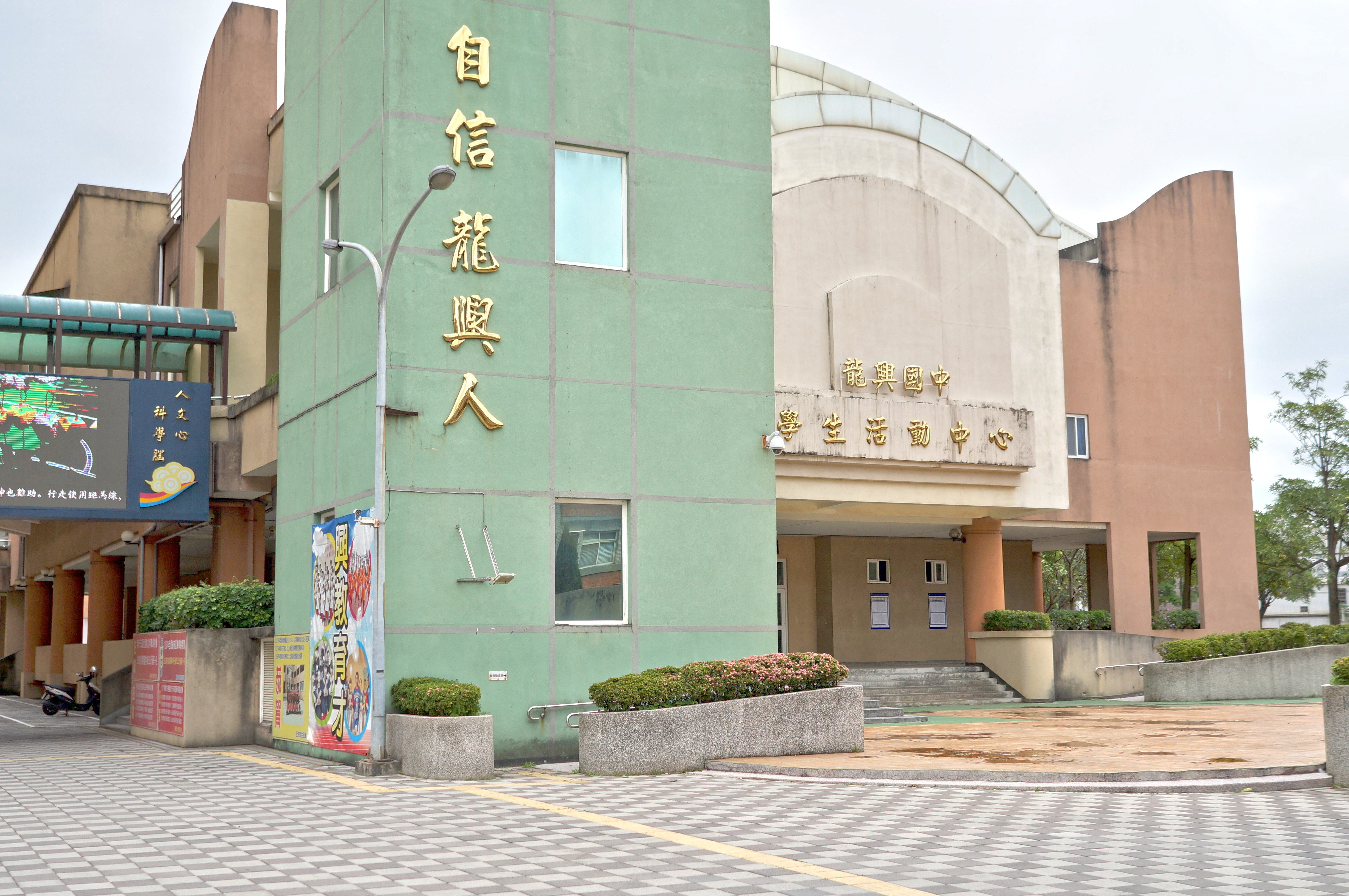
學生活動中心
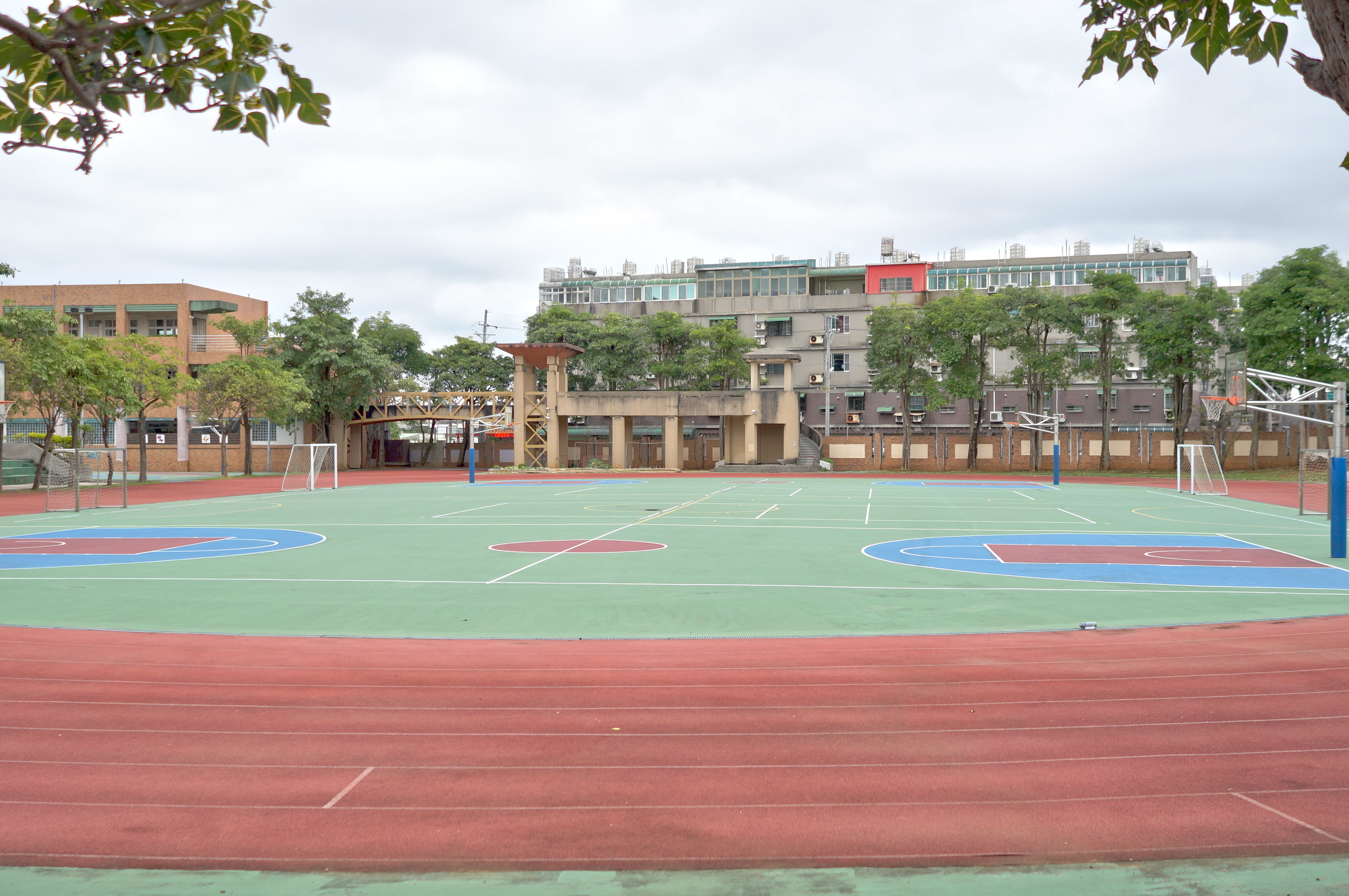
操場

## 外部連結
- 桃園市立龍興國民中學 （页面存档备份，存于）